# Balalajka
Balalajka (russisk балалайка) er et russisk strengeinstrument med trekantet krop og tre strenge, hvoraf to er stemt i samme højde. Normal stemning er e1-e1-a1, hvor en metalstreng er stemt i a1 (440Hz) og to nylonstrenge af samme tykkelse er stemt i e1. Strengene på den almindeligste "Primbalalajka" spilles med højre pegefinger mens de større balalajkaer ofte spillas med plekter. Balalajkaen har lang hals med bånd og findes i flere forskellige størrelser. De almindeligste er prim-, sekund-, alt-, bas- og kontrabasbalalajka.
For at bevare de russiske folkemusikinstrumenter dannedes i slutningen af 1800-talet russiske folkmusikorkestre. De baseredes på balalajkaen, domran (tre- og firestrenget instrument med rund krop og spilles med plekter) og bajan (russisk knapharmonika) sammen med forskellige russiske blæse- og rytmeinstrument.